# Javier Sesmilo
Javier Sesmilo (Madrid, 1992) es un actor español conocido por su papel de Hugo en La pecera de Eva. Estudió en el Colegio Público de San Ildefonso.

## Filmografía
SERIES:
Amar en tiempos revueltos - TVE
El Comisario - Telecinco
Fuera de Control - Antena 3
Quien mato a JC - Serie Piloto
Aida - Telecinco
Hermanos y Detectives - Telecinco
Yo soy Bea - Telecinco
Cuéntame como pasó - TVE
La Pecera de Eva - Telecinco/ FDF
Hospital Central - Telecinco
La Cantera - Serie Piloto
La Que se Avecina - Telecinco
Centro Médico - TVE (Dos capítulos y personajes distintos)
Servir y Proteger - TVE
PROGRAMAS:
Max Clan - Telecinco (Presentador y Reportero)
Mi Abuelo es el Mejor - TVE (Colaborador con Concha Velasco)
Comecaminos - Clan TV (Reportero)
Cocinatis - Flooxer
PUBLICIDAD:
Diario Marca  
Localia Televisión  
Renfe A.V.E  
Cereales Kellogg (Grabado y Emitido en Italia)  
Galletas Cuétara  
Supermercados Gallery  
Súper Soaker  
Tierra Disney ADSL  
Videojuego SHREK 2  
Huesitos  
Ropa Mayoral  
Mis Queridas Mascotas  
Danet Batifrech  
Candy Shakes (Emitido en New York y Japón)  
Obesidad Infantil (Ministerio de Sanidad y Consumo)  
Coca-Cola  
Vuelta al Cole  
Nickelodeon  
Play Station 3  
Línea Directa  
CINE:
Dioses y Perros - David Marqués
CORTOMETRAJES:
Cuando Caen los Idolos - Tomas Silberman
Queridos Papa y Mama - Jorge Cantos (ECAM)  
La Noche de las Ponchongas - Roberto Bueso
PREMIO: Mejor interpretación masculina en el festival Cortogenia (Capitol)
Choke (ECAM)
Radial - Jose Antonio Muela
PREMIOS: Nueve premios Internacionales y dos nominaciones a mejor actor
Take Away - Jorge Cantos
El Último Tango en Paris - Adrian Iglesias
VARIOS:
Cuenta Cuentos (Ayuntamiento de Malaga)
Aldeas Infantiles
Premios MTV (Reportero)
Tu Antes Molabas - Castelo (Web Serie)
Los Perez Oso (Web Serie)
Bromas Aparte - Antena 3
Violencia de Género (Voz en OFF)